# Lista de partidos políticos no Irã
Este artigo lista os partidos políticos no Irã.

## Composição atual

### Principais facções
| Facção | Facção         | Ideologia      | Ano da fundação | Posição política                  | Eleições presidenciais iranianas de 2024 | Legisladores | Legisladores          | Legisladores                              |
| Facção | Facção         | Ideologia      | Ano da fundação | Posição política                  | Popular                                  | Parlamento   | Assembleia de Peritos | Conselho de Discernimento de Conveniência |
| ------ | -------------- | -------------- | --------------- | --------------------------------- | ---------------------------------------- | ------------ | --------------------- | ----------------------------------------- |
|        | Reformistas    | Republicanismo | 1997            | Centro para centro-esquerda       | 16.384.403 (55% )                        | 43 / 290     | 1 / 88                | 7 / 48                                    |
|        | Principalistas | Islamismo      | 1997            | Da direita para a extrema direita | 13.538.179 (45% )                        | 198 / 290    | 59 / 88               | 38 / 48                                   |

## Partidos ativos dentro do Irã

### Membros do parlamento
| Festa | Festa     | Logotipo                                                                | Fundada | Líder                  | Facção         | Posição política           | Parlamento |
| ----- | --------- | ----------------------------------------------------------------------- | ------- | ---------------------- | -------------- | -------------------------- | ---------- |
|       | CCIRF     | Ficheiro:Logo of the Coalition Council of Islamic Revolution Forces.svg | 2019    | Gholam-Ali Haddad-Adel | Principalistas | De direita                 | 106 / 290  |
|       | PRIMEIROS | Ficheiro:Front of Islamic Revolution Stability logo.svg                 | 2011    | Sadegh Mahsouli        | Principalistas | Extrema direita            | 79 / 290   |
|       | VNC       | Ficheiro:Voice of the Nation.svg                                        | 2012    | Ali Motahari           | Reformistas    | Centro para centro-direita | 43 / 290   |
|       | CCA       | Ficheiro:Combatant Clergy Association logo.svg                          | 1977    | Mostafa Pourmohammadi  | Principalistas | De direita                 | 13 / 290   |
|       | ÍNDIA     | ÍNDIA                                                                   | ÍNDIA   | ÍNDIA                  | ÍNDIA          | ÍNDIA                      | 44 / 290   |
|       | Vago      | Vago                                                                    | Vago    | Vago                   | Vago           | Vago                       | 5 / 290    |

### Principalistas
Principais partidos ativos
| Partido | Partido                                      | Logotipo                                                        | Fundada | Secretário-Geral         | Posição política |
| ------- | -------------------------------------------- | --------------------------------------------------------------- | ------- | ------------------------ | ---------------- |
|         | Associação do Clero Combatente               | Ficheiro:Combatant Clergy Association logo.svg                  | 1977    | Mostafa Pourmohammadi    | De direita       |
|         | Frente de Estabilidade da Revolução Islâmica | Ficheiro:Front of Islamic Revolution Stability logo.svg         | 2011    | Sadegh Mahsouli          | Extrema direita  |
|         | Partido da Coalizão Islâmica                 | Ficheiro:Islamic Coalition Party logo.svg                       | 1963    | Asadollah Badamchian     | De direita       |
|         | Sociedade dos Devotos da Revolução Islâmica  | Ficheiro:Society of Devotees of the Islamic Revolution logo.svg | 1997    | Mohammad Javad Ameri     | De direita       |
|         | Sociedade de Professores do Seminário de Qom | Ficheiro:Society of Seminary Teachers of Qom.svg                | 1961    | Hashem Hosseini Bushehri | De direita       |
|         | Frente YEKTA                                 |                                                                 | 2015    | Hamid-Reza Haji Babaee   | De direita       |

Outros partidos
| Partido                                                   | Secretário-Geral           |
| --------------------------------------------------------- | -------------------------- |
| Sociedade Islâmica de Engenheiros                         | Mohammad-Reza Bahonar      |
| Sociedade dos Buscadores do Caminho da Revolução Islâmica | fa                         |
| Associação Islâmica de Médicos                            | Hossein Ali Shahriari      |
| Sociedade Islâmica de Empregados                          | Kamal Sajjadi              |
| Sociedade Islâmica de Atletas                             | Hassan Ghafourifard        |
| Sociedade Zeynab                                          | Azam Haji-Abbasi           |
| Associação de Lealistas da Revolução Islâmica             | Hassan Ghafourifard        |
| Fadayeen da Sociedade Islâmica                            | Mohammad-Mehdi Abdekhodaei |
| Partido do Desenvolvimento e da Justiça                   | Mehdi Vakilpour            |
| Partido Verde                                             | Hossein Kanani Moghaddam   |
| Progresso e Justiça População do Irã Islâmico             | Mohammad Saeed Ahadian     |
| Partido dos Pensadores Modernos do Irã Islâmico           | Amir Mohebbian             |
| Partido Islâmico da Liberdade do Irã                      | Issa Kakoui                |

### Reformistas
Principais partidos ativos
| Partido                                            | Secretário-Geral           |
| -------------------------------------------------- | -------------------------- |
| Associação de Clérigos Combatentes                 | Mohammad Mousavi Khoeiniha |
| Partido Trabalhista Islâmico                       | Hossein Kamali             |
| Executivos do Partido da Construção                | Gholamhossein Karbaschi    |
| Partido da Confiança Nacional                      | Elias Hazrati              |
| Partido da União do Povo Islâmico do Irã           | Ali Shakouri-Rad           |
| Partido NEDA                                       | Sadegh Kharazi             |
| Organização Islâmica de Liberdade e Justiça do Irã | Amir Taheri                |
| Partido da Moderação e Desenvolvimento             | Mohammad Bagher Nobakht    |

Outros partidos
| Partido                                                      | Secretário-Geral         |
| ------------------------------------------------------------ | ------------------------ |
| Assembleia de Acadêmicos e Pesquisadores do Seminário de Qom | Hossein Mousavi Tabrizi  |
| Associação Islâmica de Professores                           | Abdolrazzagh Mousavi     |
| Associação Islâmica de Engenheiros                           | Ali-Mohammad Gharbiani   |
| Associação Islâmica da Sociedade Médica Iraniana             | Mohammadreza Zafarghandi |
| Associação Islâmica de Instrutores Universitários            | Mahmoud Sadeghi          |
| Associação dos Seguidores da Linhagem do Imam                | Hadi Khamenei            |
| Partido da Solidariedade Islâmica do Irã                     | Ali-Asghar Ahmadi        |
| Partido da Democracia                                        | Mostafa Kavakebian       |
| Vontade do Partido da Nação Iraniana                         | Ahmad Hakimipour         |
| Associação das Mulheres da República Islâmica                | Zahra Mostafavi Khomeini |
| Assembleia Islâmica de Senhoras                              | Fatemeh Karroubi         |
| Casa do Trabalhador                                          | Alireza Mahjoub          |
| Partido Popular das Reformas                                 | Mohammad Zare Foumani    |

Partidos proibidos
| Partido                                                | Secretário-Geral  |
| ------------------------------------------------------ | ----------------- |
| Frente de Participação Islâmica do Irã                 | Mohsen Mirdamadi  |
| Organização dos Mujahedin da Revolução Islâmica do Irã | Mohammad Salamati |
| O Caminho Verde da Esperança                           | Nenhum            |

## Partidos proibidos tolerados dentro do Irã
| Partido                                              | Ideologia                      | Religião | Secretário-Geral                           |
| ---------------------------------------------------- | ------------------------------ | -------- | ------------------------------------------ |
| Frente Nacional                                      | Nacionalismo                   | Secular  | Seyed Hossein Mousavian                    |
| Partido do Irã (membro da Frente Nacional)           | Nacionalismo Social-democracia | Secular  | O partido é gerido pelo seu comité central |
| Partido do Povo Iraniano (membro da Frente Nacional) | Nacionalismo de esquerda       | islâmico | Mohammadsadeh Maserrat                     |
| Partido Pan-Iranista                                 | Pan-iranismo                   | Secular  | Zahra Gholamipour                          |
| Partido da Nação                                     | Pan-iranismo                   | Secular  | Khosrow Seif                               |
| Movimento de Muçulmanos Militantes                   | Socialismo                     | islâmico | Habibollah Peyman                          |
| Conselho de Ativistas Nacionalistas-Religiosos       | Nacionalismo                   | islâmico | Nenhum                                     |
| Movimento de Liberdade do Irã                        | Nacionalismo                   | islâmico | Mohammad Tavasoli                          |

## Partidos da oposição ativos no exílio

### Monarquistas/Liberais-Conservadores
Todas as organizações monarquistas são seculares e apoiam a restauração da dinastia Pahlavi:
| Partido                                               | Líder                 | Base          |
| ----------------------------------------------------- | --------------------- | ------------- |
| Assembleia do Reino do Irã (Tondar)                   | Frood Fouladvand      | United States |
| Partido Constitucionalista do Irã – Liberal Democrata | Foad Pashaie          | United States |
| Conselho Nacional do Irã                              | Reza Pahlavi II       | France        |
| Partido Irã-Novin                                     | Dr. Hamed Sheibanyrad | France        |

### Étnico
| Partido                                                       | Etnia | Líder                       | Base       |
| ------------------------------------------------------------- | ----- | --------------------------- | ---------- |
| Partido Democrático do Curdistão Iraniano                     | curdo | Mustafa Hijri               | Iraq       |
| Partido Democrático do Curdistão                              | curdo | Mostafa Moloudi             | Iraq       |
| Partido Komala do Curdistão Iraniano                          | curdo | Abdullah Mohtadi            | Iraq       |
| Organização Komalah do Partido Comunista do Irã               | curdo | Ibrahim Alizade             | Iraq       |
| Komala - Facção Reformista                                    | curdo | Omar Ilkhanizade            | Iraq       |
| Partido Komala do Curdistão Iraniano - Facção da Reunificação | curdo | Abdulla Konaposhi           | Iraq       |
| Partido da Liberdade do Curdistão                             | curdo | Hussein Yazdanpanah         | Iraq       |
| Organização da Luta do Curdistão Iraniano                     | curdo | Baba Sheikh Hosseini        | Iraq       |
| Partido da Vida Livre do Curdistão                            | curdo | Siamand Moini e Zîlan Vejîn | Turkey     |
| Partido Lorestan do Irã                                       | Lurs  | Faramarz Bakhtiar           | Germany    |
| Movimento de Despertar Nacional do Azerbaijão do Sul          | Azeri | Mahmudali Chehregani        | Azerbaijan |
| Organização de Resistência Nacional do Azerbaijão             | Azeri | Desconhecido                | Azerbaijan |
| Movimento de Libertação Nacional do Azerbaijão do Sul         | Azeri | Piruz Dilanchi              | Azerbaijan |

### Esquerdistas
| Partido                                                        | Líder               | Base                     |
| -------------------------------------------------------------- | ------------------- | ------------------------ |
|                                                                | Maryam Rajavi       | France · Albania         |
| Partido Tudeh do Irã                                           | Mohammad Omidvar    | Germany · United Kingdom |
| Partido Comunista do Irã                                       | Desconhecido        | Desconhecido             |
| Partido Comunista do Irã (Marxista-Leninista-Maoísta)          | Desconhecido        | Desconhecido             |
| Partido dos Trabalhadores do Irã                               | Desconhecido        | Sweden                   |
| Partido Trabalhista do Irã (Toufan)                            | Desconhecido        | Germany                  |
| Partido Comunista dos Trabalhadores do Irã                     | Hamid Taqvaee       | Germany                  |
| Partido Comunista dos Trabalhadores do Irã – Hekmatista        | Rahman Hosseinzadeh | Sweden                   |
| Guerrilhas Fedai do Povo Iraniano                              | Ashraf Dehghani     | United Kingdom           |
| Organização dos Fedaianos do Povo Iraniano – Maioria           | Behrouz Khaliq      | Germany                  |
| Organização Fedaiana – Minoria                                 | Akbar Kamyabi       | Netherlands              |
| Organização das Guerrilhas Fedai do Povo Iraniano – Identidade | Mehdi Same          | France                   |
| Organização das Guerrilhas Fedai do Povo Iraniano              | Hossein Zohari      | Germany                  |
| Caminho do Trabalhador                                         | Desconhecido        | Germany                  |
| Partido Socialista dos Trabalhadores do Irã                    | Desconhecido        | United Kingdom           |

### Outros
| Partido                                                                   | Ideologia                                  | Líder                | Base           |
| ------------------------------------------------------------------------- | ------------------------------------------ | -------------------- | -------------- |
| Partido das Fronteiras Gloriosas                                          | Nacionalismo                               | Roozbeh Farahanipour | Estados Unidos |
| Partido Democrático Secular Iraniano                                      | Secularismo                                | Esmail Nooriala      | Estados Unidos |
| Partido Verde do Irã                                                      | Verde                                      | Kazem Moussavi       | Alemanha       |
| Farashgard                                                                | Liberalismo                                | 40 Ativistas         | Estados Unidos |
| Partido Social-Democrata e Laico do Irã (membro da Frente Nacional (Irã)) | Social-democracia Secularismo Nacionalismo | Farhang Ghasemi      | França         |

### Grupos politicamente ativos
- ADFI
- NUFDI

## Lista de partidos por posição política
- Extrema-esquerda
  Esquerda
  Centro-esquerda
  Centro
  Centro-direita
  Direita
  Extrema-direita
  Sincrético

| Partido | Partido                     | Líder                      | Fundado |
| ------- | --------------------------- | -------------------------- | ------- |
|         | CCA                         | Mostafa Pourmohammadi      | 1977    |
|         | SST                         | Hashem Hosseini Bushehri   | 1961    |
|         | ICP                         | Asadollah Badamchian       | 1963    |
|         | SDIR                        | Mohammad Javad Ameri       | 1995    |
|         | FIRS                        | Sadegh Mahsouli            | 2011    |
|         | FCETI                       | Hamid-Reza Haji Babaee     | 2015    |
|         | ISE                         | Mohammad Reza Bahonar      | 1991    |
|         | SPIR                        | Malek Shariati             | 2008    |
|         | IAP                         | Hossein-Ali Shahriyari     | 1993    |
|         | ISE                         | Kamal Sajjadi              | 1994    |
|         | ISA                         | Hassan Ghafourifard        | 1998    |
|         | ZS                          | Aʿzam Hājī-Abbāsī          | 1986    |
|         | AIRL                        | Hassan Ghafourifard        | 2003    |
|         | SFI                         | Mohammad-Mehdi Abdekhodaei | 1946    |
|         | DJP                         | Mehdi Vakilpour            | 2007    |
|         | Green Party                 | Hossein Kanani Moghaddam   | 1999    |
|         | CCA                         | Mohammad Saeed Ahadian     | 2008    |
|         | MTPI                        | Amir Mohebbian             | 2006    |
|         | ACC                         | Mohammad Mousavi Khoeiniha | 1988    |
|         | MTPI                        | Hossein Kamali             | 1998    |
|         | ECP                         | Hossein Marashi            | 1996    |
|         | MTPI                        | Elias Hazrati              | 2005    |
|         | NUP                         | Azar Mansouri              | 2015    |
|         | NEDA                        | Shahabeddin Tabatabaei     | 2014    |
|         | FGO                         | Mehdi Moghaddari           | 1997    |
|         | MDP                         | Hassan Rouhani             | 1999    |
|         | IAT                         | Abdolrazzagh Mousavi       | 1999    |
|         | IAE                         | Ebrahim Asgharzadeh        | 1977    |
|         | IAUI                        | Mahmoud Sadeghi            | 1991    |
|         | AFIL                        | Hadi Khamenei              | 1991    |
|         | ISP                         | Mohammad Salari            | 1998    |
|         | Democracy Party             | Mostafa Kavakebian         | 1999    |
|         | HAMA                        | Ahmad Hakimipour           | 1990    |
|         | IAL                         | Fatemeh Karroubi           | 1998    |
|         | Worker House                | Alireza Mahjoub            | 1958    |
|         | PPR                         | Mohammad Zare Foumani      | 2012    |
|         | IPF                         | Mohsen Mirdamadi           | 1998    |
|         | MIRO                        | Mohammad Salamati          | 1991    |
|         | GPH                         | Mir-Hossein Mousavi        | 2009    |
|         | National Front              | Seyed Hossein Mousavian    | 1949    |
|         | Iran Party                  | Bagher Ghadiri-Asl         | 1941    |
|         | Party of the Iranian People | Mohammadsadeh Maserrat     | 1949    |
|         | Pan-Iranist Party           | Dr. Sohrab Azam Zangane    | 1941    |
|         | Nation Party                | Khosrow Seif               | 1951    |
|         | MMM                         | Habibollah Payman          | 1977    |
|         | CNRA                        | Ezzatollah Sahabi          | 2000    |
|         | FMI                         | Mohammad Tavasoli          | 1961    |
|         | Tondar                      | Jamshid Sharmahd           | 2004    |
|         | CPI                         | Fouad Pashaei              | 1994    |
|         | NCI                         | Reza Pahlavi               | 2013    |
|         | PDKI                        | Mustafa Hijri              | 1945    |
|         | KDP                         | Khalid Azizi               | 2006    |
|         | Komala                      | Abdullah Mohtadi           | 1979    |
|         | KCPI                        | Ibrahim Alizade            | 1984    |
|         | KTK                         | Omar Ilkhanizade           | 2007    |
|         | KPKRF                       | Abdulla Konaposhi          | 2008    |
|         | PAK                         | Hussein Yazdanpanah        | 1991    |
|         | Khabat                      | Babeshekh Hosseini         | 1980    |
|         | PJAK                        | Peyman Viyan               | 2004    |
|         | SANAM                       | Mahmudali Chehregani       | 2002    |
|         | ANRO                        | Babek Chalabiyanli         | 2006    |
|         | PMOI                        | Maryam Rajavi              | 1965    |
|         | TP                          | Navid Shomali              | 1941    |
|         | CPI                         | Central committee          | 1983    |
|         | CPIMLM                      |                            | 2001    |
|         | LPI                         |                            | 1979    |
|         | Toufan                      |                            | 1965    |
|         | WCP                         | Hamid Taqvaee              | 1991    |
|         | WCP-H                       | Jamal Kamangar             | 2004    |
|         | IFPG                        | Ashraf Dehghani            | 1979    |
|         | OIPFM                       | Behruz Khaligh             | 1980    |
|         | FOM                         | Akbar Kāmyābi              | 1987    |
|         | OIPFG-FIP                   | Mehdi Sāme                 | 1983    |
|         | OIPFG                       | Ḥosayn Zohari              | 1985    |
|         | WW                          |                            | 1978    |
|         | SWPI                        | Jamal Kamangar             | 1979    |
|         | GFP                         | Roozbeh Farahanipour       | 1998    |
|         | GPI                         | Kazem Moussavi             | 1999    |
|         | IR                          |                            | 2018    |